# Pielachhäuser
Die Pielachhäuser (früher Pielachhäuseln) sind ein Ortsteil in der Gemeinde Haunoldstein in Niederösterreich.

## Geografie
Der Ort befindet sich am rechten Ufer der Pielach und liegt somit in nach Süden exponierter Lage. Eine am Abhang des Schoissenberg gelegene Siedlung, die im 21. Jahrhundert errichtet wurde und aus zahlreichen Einfamilienhäusern sowie einem Wohnpark besteht, bietet einen Ausblick Richtung Ötscher.

## Geschichte
Im  20. Jahrhundert entstanden entlang der Pielach mehrere Häuser und diese wurden anfangs Pielachhäuseln und später Pielachhäuser genannt. Laut Adressbuch von Österreich waren im Jahr 1938 in Pielachhäuseln ein Gastwirt und ein Schuster ansässig.